# Скандинавія (Вісконсин)
Скандинавія (англ. Scandinavia) — селище (англ. village) в США, в окрузі Вопака штату Вісконсин. Населення — 1049 осіб (2020).

## Географія
Скандинавія розташована за координатами 44°27′39″ пн. ш. 89°8′48″ зх. д. / 44.46083° пн. ш. 89.14667° зх. д. (44.460733, -89.146542).  За даними Бюро перепису населення США в 2010 році селище мало площу 2,62 км², з яких 2,27 км² — суходіл та 0,35 км² — водойми.

## Демографія
Згідно з переписом 2010 року, у селищі мешкали 363 особи в 147 домогосподарствах у складі 97 родин. Густота населення становила 139 осіб/км².  Було 166 помешкань (63/км²).
Расовий склад населення:
| - 97,2 % — білих - 0,6 % — чорних або афроамериканців - 0,3 % — корінних американців - 1,7 % — осіб інших рас |

До двох чи більше рас належало 0,3 %. Частка іспаномовних становила 2,2 % від усіх жителів.
За віковим діапазоном населення розподілялося таким чином: 25,6 % — особи молодші 18 років, 61,2 % — особи у віці 18—64 років, 13,2 % — особи у віці 65 років та старші. Медіана віку мешканця становила 36,5 року. На 100 осіб жіночої статі у селищі припадало 96,2 чоловіків;  на 100 жінок у віці від 18 років та старших — 91,5 чоловіків також старших 18 років.
Середній дохід на одне домашнє господарство  становив 57 499 доларів США (медіана — 53 750), а середній дохід на одну сім'ю — 69 276 доларів (медіана — 68 750). Медіана доходів становила 52 917 доларів для чоловіків та 29 844 долари для жінок. За межею бідності перебувало 14,2 % осіб, у тому числі 26,1 % дітей у віці до 18 років та 4,5 % осіб у віці 65 років та старших.
Цивільне працевлаштоване населення становило 207 осіб. Основні галузі зайнятості: виробництво — 30,4 %, освіта, охорона здоров'я та соціальна допомога — 12,1 %, мистецтво, розваги та відпочинок — 10,6 %, будівництво — 10,6 %.